# Tweede premolaar
De tweede premolaar staat in het volwassen gebit direct achter de eerste premolaar, en vóór de eerste molaar. De mens heeft normaal 4 tweede premolaren, één in ieder kwadrant (zie afbeelding).
Premolaren worden ook weleens valse kiezen genoemd, omdat ze kleiner zijn dan de molaren. Ze hebben in mesiodistale (voorachterwaartse) richting een enkelvoudige knobbelstructuur. De functie van de premolaren is het vermalen van het voedsel door roterende bewegingen te maken. In het melkgebit komen geen premolaren voor. In het wisselgebit verschijnen ze meestal als laatste; eerst de eerste premolaren, dan de tweede premolaren. Dit gebeurt in de periode van 10 tot 13 jaar.

## Internationale tandnummering
In de Internationale tandnummering heeft de tweede premolaar als eenheid 5, omdat het de vijfde tand vanaf het midden is. Het gebit is opgedeeld in vier quadranten, aangegeven met tientallen. Zo kan elke tand worden aangegeven met een getal. Tweede premolaren worden aangegeven met deze nummers;
- 15 (rechtsboven)
- 25 (linksboven)
- 35 (linksonder)
- 45 (rechtsonder)